# دورة هودجكين
في علم الأحياء الغشائي، تعتبر دورة هودجكين مكونًا رئيسيًا لفسيولوجيا الغشاء التي تصف النبضات الكهربائية الحيوية، والتي تنتشر بشكل خاص في الأنسجة العصبية والعضلية. وقد تم التعرف عليها من قبل عالم وظائف الأعضاء والفيزياء الحيوية البريطاني آلان لويد هودجكين.

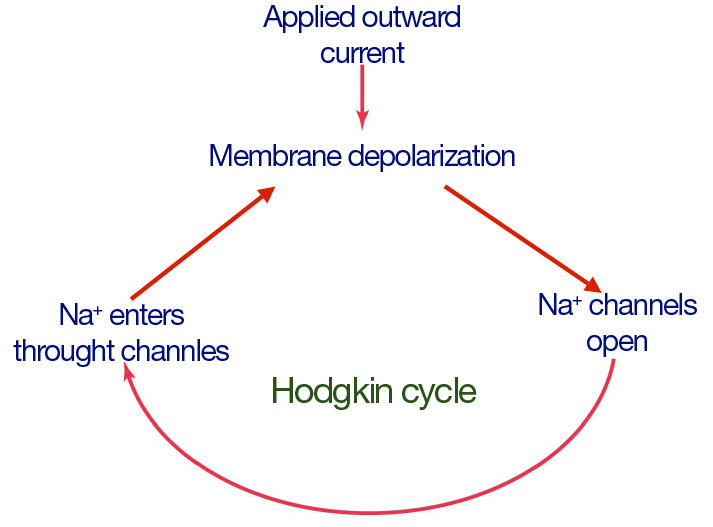

تمثل دورة هودجكين حلقة ارتجاع إيجابية حيث يؤدي الاستقطاب الأولي للغشاء إلى انحراف غير متحكم فيه لجهد الغشاء إلى ما يقرب من VNa (VNa ≈ +60 mV). يجب أن يصل الاستقطاب الأولي إلى حد معين أو يتجاوزه من أجل تنشيط قنوات الصوديوم المعتمدة على الجهد. يسمح فتح قنوات الصوديوم بتدفق الصوديوم، والذي بدوره يزيد من استقطاب الغشاء. يؤدي الاستقطاب الإضافي إلى تنشيط قنوات صوديوم إضافية. تؤدي هذه الدورة إلى ارتفاع سريع جدًا في توصيل الصوديوم (gNa)، مما يحرك جهد الغشاء بالقرب من VNa. تنكسر الدورة عندما يصل جهد الغشاء إلى جهد توازن الصوديوم وتنفتح قنوات البوتاسيوم لإعادة استقطاب جهد الغشاء. تعني حلقة الارتجاع الإيجابية هذه أنه كلما اقتربت قنوات الصوديوم المعتمدة على الجهد من بعضها البعض، انخفضت عتبة التنشيط.